# Andrzej Brończyk
Andrzej Brończyk (ur. 4 lutego 1951 w Inowrocławiu, zm. 31 grudnia 2000 w Bydgoszczy) – polski bramkarz.

## Życiorys
Karierę rozpoczął w Goplanii Inowrocław. Potem przeniósł się do Zawiszy Bydgoszcz i grał tam przez 22 lata, przez co jest do dziś nazywany legendą bydgoskiego klubu. Wystąpił dla niego w 693 spotkaniach ligowych. Brończyk w sezonie 1992/93 grał także w Pomezanii Malbork. Karierę piłkarską zakończył w wieku 41 lat. Od 1999 do 2000 prowadził IV-ligową drużynę Start Radziejów.
Zmarł 31 grudnia 2000 na atak serca.

## Upamiętnienie
Od 2002 w Bydgoszczy odbywa się memoriał im. Andrzeja Brończyka. Jego imieniem nazwany jest również skwer na bydgoskim osiedlu Leśne, na którym znajduje się tablica upamiętniająca piłkarza.

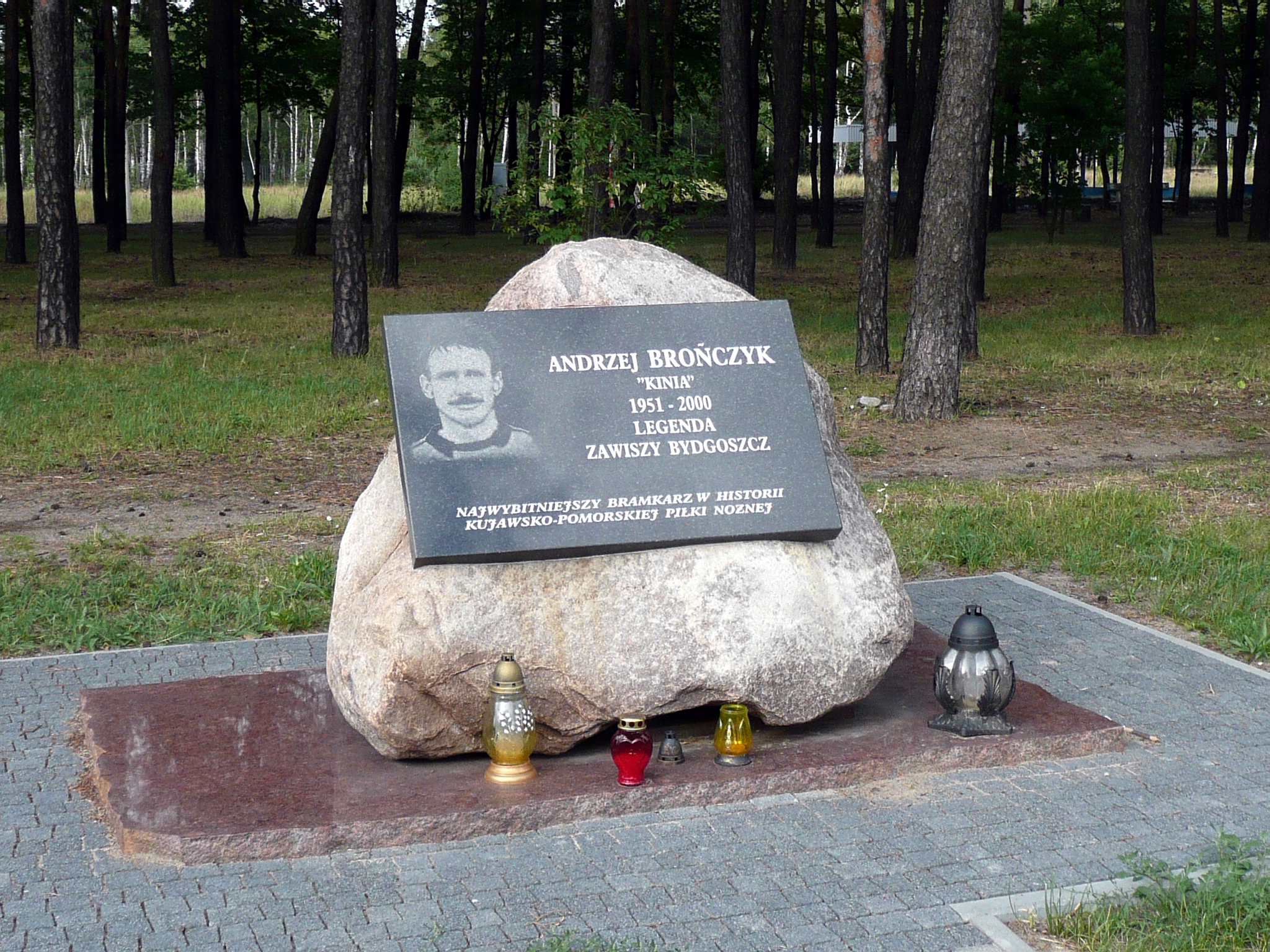
Tablica upamiętniająca Andrzeja Brończyka przy ul. Modrzewiowej w Bydgoszczy